# Близнецы (фильм, 2014)
«Близнецы» (англ. The Skeleton Twins) — американский фильм режиссёра Крейга Джонсона в жанре комедии-драмы, главные роли в котором исполнили Билл Хейдер и Кристен Уиг.
Премьера фильма состоялась на кинофестивале «Сандэнс» 18 января 2014 года, где он выиграл приз за сценарий. Картина получила положительные отзывы критиков, в особенности отметивших работу режиссёра и исполнение ролей Хейдером и Уиг.

## Сюжет
Майло (Билл Хейдер) пишет предсмертную записку и совершает попытку суицида. В это же время Мэгги (Кристен Уиг) уже готовится проглотить горсть таблеток в своей ванной, как вдруг её прерывает звонок из больницы, который сообщает, что её брат, которого она не видела 10 лет, совершил неудачную попытку самоубийства. Мэгги навещает Майло в больнице в Лос-Анджелесе и предлагает ему ненадолго остаться у неё, в их родном городе в Найеке, Нью-Йорк. Он неохотно соглашается. Майло знакомится с мужем Мэгги (Люк Уилсон), который рассказывает, что они с Мэгги пытаются завести ребёнка. Это удивляет Майло, ведь Мэгги никогда не хотела иметь детей. Майло отправляется на прогулку по городу, во время которой наблюдает за Ричем, мужчиной среднего возраста, работающим в книжном магазине. В то же время Мэгги берёт уроки дайвинга и вступает в половой контакт с инструктором, Билли (Бойд Холбрук).
По приглашению Майло, их с Мэгги мать (Джоанна Глисон) наносит неожиданный визит. Мэгги спрашивает у Майло, хорошая бы из неё вышла мать, и тот отвечает, что она чересчур заботливая и напряжённая. Его ответ ее расстраивает её. Позже Майло извиняется, в шутку добавляя, что причина, по которой он сказал — это его обеспокоенность о её ожирении. Мэгги позже признаётся, что принимает противозачаточные таблетки, поскольку не хочет заводить ребёнка и потому что спит со своим инструктором по дайвингу. Она переживает, что недостойна Лэнса, но Майло уверяет её в обратном.
Майло встречает Рича, который был его учителем по английскому языку в старшей школе. У них были сексуальные отношения, когда Майло было 15 лет. Сейчас у Рича есть 16-летний сын, а он сам встречается с женщиной. Майло врёт о своей карьере, утверждая, что у него есть агент в Лос-Анджелесе, когда в действительности он работает официантом в ресторане. Майло и Рич проводят вместе ночь. Позже Майло наведывается к Ричу домой, пока дома находится его сын, чем злит его, угрожая раскрыть его прошлое. Майло напивается и выбрасывает подаренный Ричем в старшей школе брелок, который он по-прежнему носит с собой как талисман.
Майло рассказывает Мэгги о мальчике, который издевался над ним в школе, и, который, как заверял его отец, достигнет своего пика в школе и будет иметь несчастную взрослую жизнь. Но оказывается, что у хулигана сложилась счастливая жизнь, и именно Майло — это тот, кто достиг своего пика в школе. Мэгги просит Майло не убивать себя, и тот обещает, что не будет. Они проводят вместе Хэллоуин, вспоминая о смерти отца. Майло оставляет свой телефон, когда отходит в туалет, и Мэгги видит входящий звонок от Рича. Она злится на Майло из-за того, что тот снова начал общаться с Ричем. Именно Мэгги раскрыла их сексуальные отношения, закончив карьеру Рича как учителя.
Лэнс делится с Майло переживаниями о своей бесплодности. Майло упоминает, что в юности Мэгги прятала по дому сигареты, намекая Лэнсу поискать лекарства. Менструальный цикл Мэгги задерживается и она размышляет о покупке теста на беременность. Она сталкивается со своей бывшей одноклассницей и её непослушным ребёнком, что ещё больше усугубляет её страх материнства, однако испытывает облегчение, когда у неё начинается менструация.
Мэгги прекращает отношения с Билли и возвращается домой. Её встречает Лэнс, нашедший противозачаточные таблетки, и Мэгги признаётся в своих изменах. Найдя Майло, она винит его в том, что он испортил её брак. Майло возражает, говоря, что у неё не было никакого брака. В ответ Мэгги предлагает ему довести его следующую попытку суицида до конца. Мэгги оставляет предсмертное сообщение на голосовой почте Майло и отправляется в бассейн, где брала уроки дайвинга. Обвязав себя грузами, она прыгает в бассейн. Начав тонуть, Мэгги паникует и не может освободиться. Прослушав её сообщение, Майло прыгает в бассейн и спасает её.
Фильм заканчивается близнецами дома у Майло, которые смотрят на аквариум, наполненный золотыми рыбками.

## В ролях
- Билл Хейдер — Майло Дин, брат Мэгги
- Кристен Уиг — Мэгги Дин, сестра Майло
- Люк Уилсон — Лэнс, муж Мэгги
- Тай Баррелл — Рич, бывший учитель Майло
- Бойд Холбрук — Билли, инструктор Мэгги по дайвингу
- Джоанна Глисон — Джуди Дин, мать Майло и Мэгги
- Адриан Ленокс — доктор Линда Эссекс

## Производство
Сценарий фильма претерпел несколько изменений, включая вариант, где Майло был дрэг-квин, а сам фильм больше напоминал роуд-муви. В конечном счёте Джонсон и его партнёр по написанию остановились на более сдержанном подходе, вдохновляясь работами Хэла Эшби и Александра Пэйна. В процессе написания фильма Джонсон старался избегать жанровых линий, поскольку верит, что в повседневной жизни присутствуют и комедия, и драма.
Съёмки фильма начались в ноябре 2012 года в Бруклине, штат Нью-Йорк, и продлились 22 дня. Несмотря на полностью написанный сценарий, Джонсон поощрял импровизацию на площадке . Джонсон отметил, что полностью сымпровизированный диалог между Уиг и Уилсоном с использованием мокасинов фирмы Vibram — его любимая сцена во всём фильме.

## Принятие

### Отзывы критиков
«Близнецы» получил положительные отзывы критиков. На интернет-агрегаторе Rotten Tomatoes фильм имеет рейтинг 86 % на основе 169 рецензий и оценку в 7 баллов из 10. Metacritic дал фильму 74 балла из 100 возможных на основе 33 рецензий, что соответствует статусу «в целом положительные отзывы».

### Кассовые сборы
Фильм «Близнецы» вышел в ограниченном прокате на территории США в 15 кинотеатрах, заработав $380,691; средняя выручка за театр составила $25,379. В широком кинопрокате фильм вышел в 461 кинотеатре, принеся $5,279,678 в домашнем прокате и $468,848 в международном. Общие сбора фильма составили $5,748,526, обойдя бюджет в $1 миллион.

## Награды и номинации
| Год  | Ассоциация                          | Категория                          | Получатели и номинанты      | Результат |
| ---- | ----------------------------------- | ---------------------------------- | --------------------------- | --------- |
| 2014 | Эдинбургский кинофестиваль          | Приз зрительских симпатий          | Крейг Джонсон               | Номинация |
| 2014 | Кинофестиваль «Сандэнс»             | Главный приз жюри                  | Крейг Джонсон               | Номинация |
| 2014 | Кинофестиваль «Сандэнс»             | Приз имени Уолдо Солта за сценарий | Крейг Джонсон и Марк Хейман | Победа    |
| 2014 | Премия «Готэм»                      | Лучший актёр                       | Билл Хейдер                 | Номинация |
| 2014 | Национальный совет кинокритиков США | 10 лучших независимых фильмов года |                             | Победа    |
| 2014 | Круг кинокритиков Финикса           | Недооценённый фильм года           |                             | Номинация |
| 2014 | Женский круг кинокритиков           | Лучшая комедийная актриса          | Кристен Уиг                 | Номинация |
| 2014 | Женский круг кинокритиков           | Лучшее равенство полов             |                             | Победа    |
| 2014 | Женский круг кинокритиков           | Лучшая экранная пара               | Билл Хейдер и Кристен Уиг   | Победа    |
| 2014 | Круг кинокритиков Дублина           | Лучшая актриса                     | Кристен Уиг                 | Номинация |
| 2014 | Ассоциация киножурналистов Индианы  | Лучшая актриса                     | Кристен Уиг                 | Номинация |
| 2015 | Премия «Выбор критиков»             | Лучшая актриса в комедийном фильме | Кристен Уиг                 | Номинация |
| 2015 | Премия «Дориан»                     | Недооценённый фильм года           |                             | Номинация |
| 2015 | Цюрихский кинофестиваль             | Лучший международный фильм         | Крейг Джонсон               | Победа    |
| 2015 | Премия канала «MTV»                 | Лучший музыкальный момент          | Билл Хейдер и Кристен Уиг   | Номинация |